# Pilotwings Resort
Pilotwings Resort (パイロットウイングスリゾート Pairotto Uingusu Rizōto i Japan) är ett flygsimulatorspel för Nintendo 3DS, utvecklat av Monster Games och publicerat av Nintendo. Det är en uppföljare till 1996 års Pilotwings 64 till Nintendo 64. Spelet släpptes som en lanseringstitel till Nintendo 3DS den 25 mars 2011 i Europa.

## Gameplay
Pilotwings Resort innehåller två spellägen, Free Flight Mode och Mission Flight Mode. I Free Flight Mode tillåts spelaren att fritt utforska Wuhu Island med hjälp av någon typ av transportmedel. Man kan samla ballonger och stuntringar för att låsa upp saker i spelet. Spelaren får bara flyga en viss tid. I Mission Flight Mode måste spelaren utföra olika uppdrag. Uppdragen är uppdelade i olika klasser: Träning, Brons, Silver, Guld, Platina och Diamant. Spelaren blir sedan tilldelad en till tre stjärnor beroende på deras prestationer i uppdragen. Det finns tre olika transportmedel att välja mellan: Flygplan, Jetpack och Glidflygplan.